# Allobates pacaas
Allobates pacaas — вид жаб родини Aromobatidae. Описаний у 2020 році.

## Поширення
Ендемік Бразилії. Відомий лише у типовому місцезнаходженні — національний парк Пакааш-Новуш в штаті Рондонія на заході країни.

## Опис
Верхня частина тіла помаранчевого кольору з візерунком з темно-коричневих плям. Боки чорні. Нижня частина тіла сіра.